# Фатющенко, Валентин Иванович
Валенти́н Ива́нович Фатюще́нко (11 мая 1935, Рыково, Сталинская область — 9 июня 2006, Москва) — российский литературовед, культуролог, доктор филологических наук, заслуженный профессор МГУ.

## Биография
Родился в крестьянской семье. Раннее детство прошло в деревне Покровка Смоленской области. В 1953 году окончил с золотой медалью среднюю школу в Тарусе.
В 1958 году окончил филологический факультет МГУ по специальности «русский язык и литература». Работал преподавателем в сельских школах.
С 1961 года — на филологическом факультете МГУ, аспирант (тема кандидатской диссертации: «Метафора Маяковского и вопросы метафоры в русской поэзии»), с 1992 года — профессор кафедры истории русской литературы XX века, читал курсы: «Идея жизни в русской литературе XX века», «Поэзия Серебряного века и русская философия: Проблемы взаимодействия», «Тема любви в русской литературе XX века».
В 1994—2001 годах — заведующий кафедрой сравнительного изучения национальных литератур и культур на факультете иностранных языков, читал курс «Русский мир в контексте мировых цивилизаций». Заслуженный профессор МГУ (2004).
Область научных интересов В. И. Фатющенко — русская поэзия и проза XX века.
Похоронен в Москве на Армянском кладбище.
Жена — Светлана Тер-Минасова (род. 1938), доктор филологических наук, заслуженный профессор МГУ. Дочь — Анна Павловская (род.1963), историк, профессор МГУ.

## Сочинения
Опубликовал более 140 научных работ.
- Русская лирика революционной эпохи: (1912—1922). — М., 2008
- Стихотворения. М., 2008
- Русский мир в контексте мировых цивилизаций: Курс лекций. М., 2009
- Идея жизни в русской литературе. М., 2011.